# Obrączka ślubna

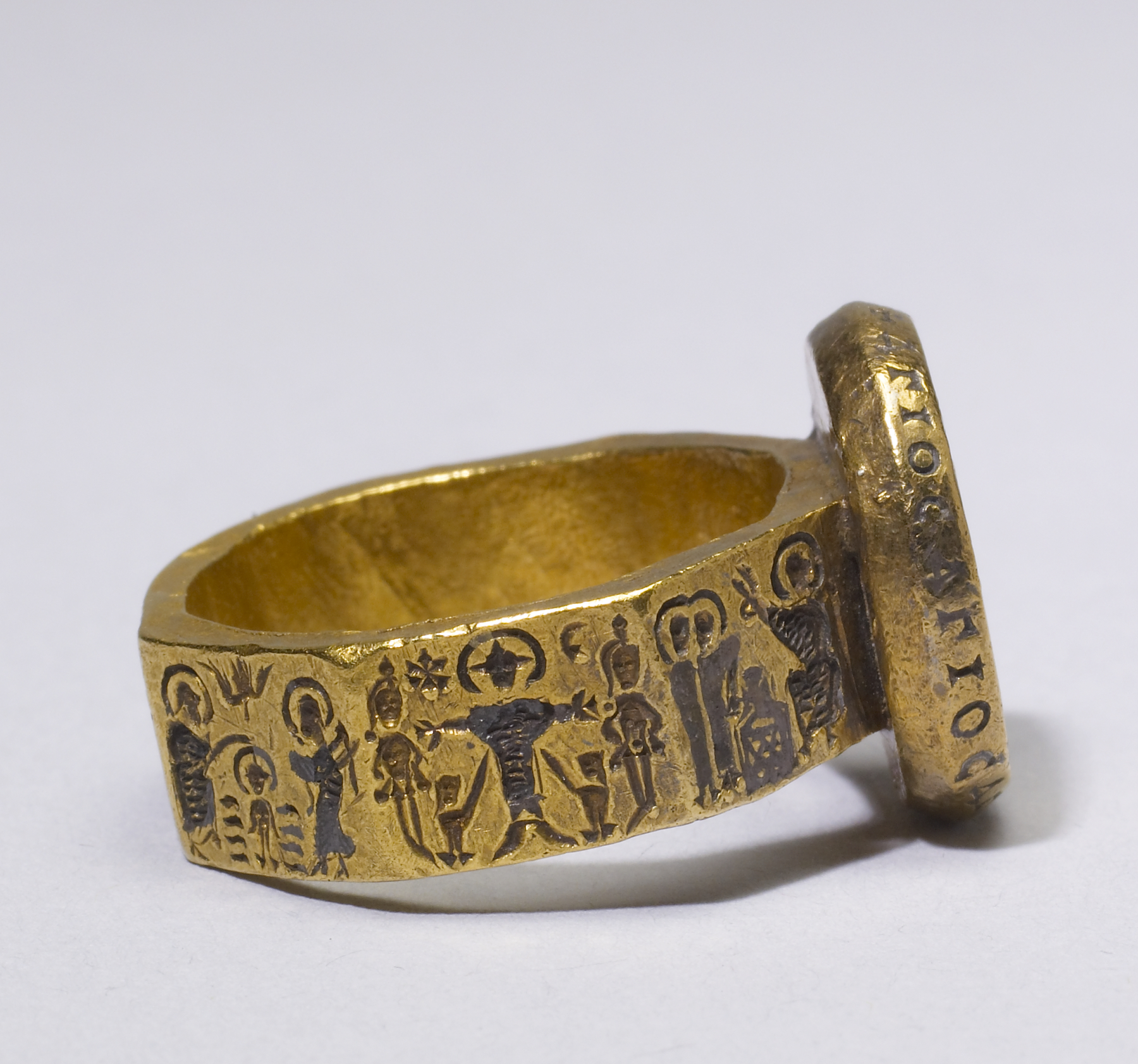
Pierścień małżeński ze scenami z życia Chrystusa, około VI wieku, Walters Art Museum

Obrączka ślubna – pierścień, zwykle bez kamienia, często grawerowany, wykonany ze stopu złota lub innego szlachetnego metalu. W dniu ślubu zakładany sobie wzajemnie przez małżonków, przeważnie na palec serdeczny prawej lub lewej dłoni (w zależności od kraju). Symbol dozgonnej miłości małżonków i zobowiązania, iż dochowają wierności małżeńskiej.

## Historia
Uważa się, że pierwsze obrączki ślubne pojawiły się w starożytnym Egipcie. Relikty sprzed 6000 lat, w tym zwoje papirusowe, są dowodem wymiany między małżonkami splecionych pierścieni konopi lub trzcin. Starożytny Egipt uważał krąg za symbol wieczności, a pierścień służył do oznaczenia wiecznej miłości małżonków. Taki był również początek zwyczaju noszenia obrączki na palcu serdecznym lewej ręki, ponieważ starożytni Egipcjanie wierzyli, że ten palec otaczała specjalna żyła, która była połączona bezpośrednio z sercem, w języku łacińskim nazywana „Vena amoris ”.

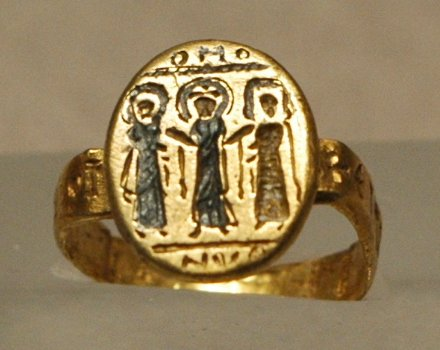
Bizantyński pierścień ślubny ukazujący Chrystusa łączącego pannę młodą i pana młodego, VII wiek, złoto zdobione techniką niello (Musée du Louvre)

Zachodnie tradycje noszenia obrączek ślubnych sięgają starożytnej Grecji i starożytnego Rzymu, gdzie najpierw były związane z posagiem małżeńskim, a później z obietnicą wierności. Współczesny zwyczaj nakładania sobie obrączek przez nowożeńców podczas ceremonii ślubnej wywodzi się z czasów chrześcijańskiej, średniowiecznej Europy. 
Inne pierścienie, spotykane na Bliskim Wschodzie,  miały postać kilku kawałków, które po odpowiednim złożeniu tworzyły spójny układ. Robiono je w tym celu, by utrudnić prawidłowe założenie ich na palec – w przypadku zdjęcia go przez żonę mąż wiedział o tym.  Znane są też pierścienie przedstawiające dwie splecione ręce. Pierścienie te były noszone w Europie, przypuszczalnie od czasów antycznych.

Zarówno w Stanach Zjednoczonych, jak i Kanadzie obrączki były początkowo noszone tylko przez żony, a stały się powszechne dla obojga małżonków w XX wieku.

## Sposób noszenia
Obrączka ślubna noszona jest na serdecznym palcu prawej ręki, m.in. w  Polsce, Austrii, Niemczech, Norwegii, Danii, Grecji, Hiszpanii, Indiach, Chile, Wenezueli, Rosji, Ukrainie, Białorusi, Litwie, Łotwie, Węgrzech, Holandii, Islandii, Serbii, Macedonii Północnej, Czarnogórze, i Bułgarii.
Na lewej ręce nosi się obrączkę ślubną m.in. w następujących państwach: Francja, Belgia, Szwajcaria, Irlandia, Wielka Brytania, Walia, Szkocja, Szwecja, Finlandia, Czechy, Słowacja, Rumunia, Mołdawia, Chorwacja, Włochy, Słowenia, Turcja, Cypr, Brazylia, Portugalia, Egipt, Iran, Meksyk, USA, Kanada, Australia, Nowa Zelandia, Japonia, Chiny, i Korei Południowej.

## Obrączki ślubów zakonnych
Obrączkę lub sygnet noszą także numerariusze i przyłączeni – świeccy członkowie Opus Dei, żyjący w celibacie, po złożeniu zobowiązania na całe życie.
Zakonnice noszą obrączki na znak przynależności do Jezusa Chrystusa.